# Ніндзя з групи підтримки
Ніндзя з групи підтримки (англ. Ninja Cheerleaders) — американський комедійний бойовик 2008 року.

## Сюжет
Ейпріл, Кортні і Моніка — красиві, розумні і круті дівчата-першокурсниці. Вони закінчують свій перший семестр в глухому муніципальному коледжі Лос Ламас Малас. До півночі вони повинні успішно скласти іспити, щоб їх прийняли в Ivy League Університет, а також танцювати в групі підтримки на важливій грі й урятувати свого Сенсея, викраденого бандитами — усе для того, щоб вони могли взяти участь у загальноміському турнірі з роздягання з надією виграти грошовий приз коледжу. Весь цей час їм доводиться втікати від копів, тримати своїх батьків на відстані, мати справу з тренером-збоченцем, домогтися своєї мети, посміхаючись, розмовляти або битися із безліччю дивних персонажів.

## У ролях
- Трішель Каннателла — Кортні
- Джінні Вейрік — Ейпріл
- Мейтленд МакКоннелл — Моніка
- Джордж Такеї — Хіроші
- Майкл Паре — Віктор Лаззаро
- Майкл Фітцгіббон — Ред
- Ларрі Пойндекстер — детектив Гарріс
- Наташа Чанг — Кінджі
- Омар Дж. Дорсі — Менні
- Ерік Стоунстріт — Біргат
- Річард Давалос — Дон Лазаро
- Макс Перліх — Джиммі «Донощик»
- Jullian Sonteay — Гаррі «Пістолет»
- Діон ДеРіццо — Аль «вітчим»
- Кертіс С. — професор Стівенс
- Латіф Кроудер — каратист Буллі
- Деніел Еш — Роланд
- Луїз Стратт — мати Моніки
- Рілан Вільямс — Найс Сейлор
- Кірстен Голлі Сміт — каратист Студент
- Анна Ліллі — маленька дівчинка в Додзьо
- Стів Олсон — розумник
- Том Дітерс — тренер
- Меттью Фрауман — Coach's Sidekick
- Джейсон Елліс — Джейсон Елліс
- Хізер Вандевен — Pet Джейсона
- Джемі Лінн — Pet Джейсона
- Хенк Гровер — мучитель
- Роббі Каллер — детектив Браянт
- Алексі Юліш — ADA
- Ізабелла Ст. Джеймс — подруга Джиммі
- Енні Гонзалез — скаут
- Кеннеді Гейдел — скаут
- Меган Мойлан — скаут
- Елеонора Барна — ромська танцюристка
- Лілі Лео — ромська танцюристка
- Ден Оліво — гангстер
- Ноель Осборн — гангстер
- Бадді Деніелс Фрідман — гангстер
- Серхіо Онтіверас — гангстер